# ويلفريد لاو
ويلفريد لاو (بالصينية: 劉浩龍) هو مغني وممثل صيني، ولد في 13 أغسطس 1976 بهونغ كونغ في الصين.

## وصلات خارجية
- ويلفريد لاو على موقع IMDb (الإنجليزية)
- ويلفريد لاو على موقع ميوزك برينز (الإنجليزية)
- ويلفريد لاو على موقع قاعدة بيانات الفيلم (الإنجليزية)